# ヤマハ・OX99
ヤマハ・OX99 (Yamaha OX99) は、ヤマハ発動機がフォーミュラ1参戦用に開発したV型12気筒のレシプロエンジン。1991年と1992年のF1世界選手権に参戦した。決勝最高成績は5位。

## 概要

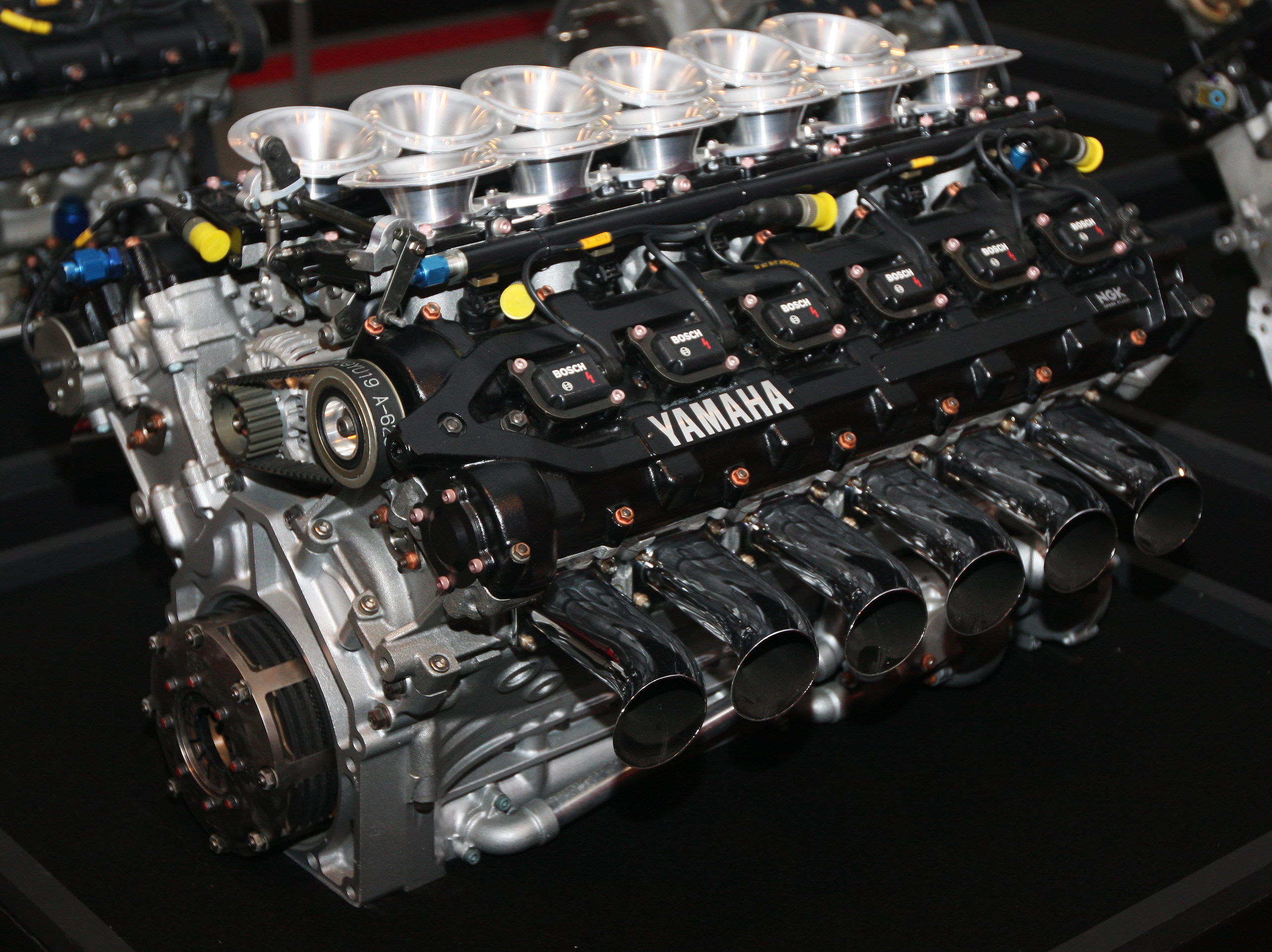
ヤマハ・OX99エンジン

### 背景
1989年の予選通過2回のみという苦難のシーズンを経て、1990年2月1日にザクスピードが撤退を正式表明したことによりヤマハのF1参戦は一時休止となった。しかし水面下ではその歩みを止めておらず、3月に日本人オーナー・ミドルブリッジグループが運営するブラバムとF1参戦に関する1993年までの基本契約に調印、以後細かな調整を重ね、9月17日に3年間のエンジン供給本契約を締結。1991年よりV型12気筒の新エンジンOX99でF1に再挑戦することになった。ブラバムオーナーの中内康児は「F1に新たな歴史を刻むべく、常に上位に入賞するチームを目指し、ブラバム・ヤマハで3年後にチャンピオンに、という決意です。」と目標を掲げた。

### 開発
レーシングエンジンOX99の開発テーマは「ヤマハの最新技術を投入し、高い信頼性を確保しながら軽量コンパクト化を実現させる」と定められた。軽量化のためにチタン、マグネシウム、カーボンファイバーへと素材変更を駆使し、V12の採用による多気筒化、燃焼室形状の変更により高出力化を狙った。
1991年に向けては、1989年と違い新たなる参戦体制を構築した。イギリス・シルバーストン・サーキット近くのミルトン・キーンズに「イプシロン・テクノロジー」という前線基地がつくられた。ここはブラバムのファクトリーも遠くなかった。プロジェクト・リーダーに木村隆昭が就任。1990年12月17日にブラバム・BT59に積まれてシルバーストンにて初走行が行われた。トータル4日間でのべ670kmを走破し、1基当たり500kmの目標をクリア。1月には高温を想定して南アフリカのキャラミサーキットで10日間のテストを敢行し、このテストでは異なる仕様のOX99が数基持ち込まれていた。ブラバムでNo.1ドライバーを務めるマーティン・ブランドルも「ヤマハのレース部門は1989年から大きく変わって、人材も変化しているのだから、ヤマハの力量をザクスピードと提携した結果から推測するのは間違いだ。ブラバムもそうだが、あれから大きく変化しているから心配していない。」とヤマハへの期待を述べていた。
OX99エンジンはブランドルが初テストした際に「トップエンドのパワーはもっと欲しいところだが、低速トルクと中速のパワーは素晴らしく、感銘を受けた。開発初期のエンジンとしてこれ以上望めないクオリティの高さだと思う。」と基本の良さを語った。

## 1991年シーズン
序盤2戦は前年型BT59にOX99を搭載しての参戦となり、リヤヘビーとなった暫定マシンでもあり苦戦が多く、予選順位も多くは20位以下に沈んでいたが、ブランドルは開幕戦で11位で完走を果たし、これは1989年の参戦初年度に達成できなかったヤマハF1エンジンのレース初完走であった。第3戦サンマリノGPから新車BT60Yを投入された。新車のデビュー戦でブランデル8位、ブランドル11位と揃って完走を果たし、OX99はまず第一の目標を達成できた。しかし最高速とパワーはまだ劣っており、第5戦カナダGP予選でスペック2が投入されたが、ヤマハプロジェクトリーダーの木村隆昭も「カナダで新しいスペックの明るい材料が得られたので、新スペックに期待しています」と語り、ヤマハAM事業部エンジニアの辻幸一も「モナコGPの後でエンジンを改良して確実に良くなっています。カナダの予選でマーク（ブランデル）のスペック2エンジンが壊れてしまったけど、このニューエンジンの方向性を見つけられたのでこれから先を期待してほしいです」と少しずつ進化を遂げていることを示唆していた。
第10戦ハンガリーGPではブランドルが予選10位グリッドを獲得し、木村も「1レース毎にエンジンは良くなってます。ハンガロリンクでは低回転トルクが重要なので、それにあった性能が引き出せました。」と手ごたえを語り、第11戦ベルギーGPではブランデルが決勝レースで6位に入賞。「待ち望んでいた結果を出せて、エンジンも順調でしたので次からももっと期待しています。」とヤマハエンジン待望のポイント獲得を木村リーダーも大変喜んだ。ベルギーで投入された軽量化した新スペックエンジンは最高回転数13,400rpmまで高められており、第12戦イタリアGPではブランデルが決勝レース中のベストラップで3位の好タイムを記録するなど、ヤマハのF1での苦難は報われ始めていた。
一方でチーム内ではブラバムのファクトリー移転構想に絡み、その移転後に空くファクトリーをヤマハが購入してF1活動の新拠点にする交渉と、ブラバムとの提携を解消してもっと有力なF1コンストラクターと組む意向が固められ、運営するミドルブリッジとヤマハの間で今後に関する話し合いがもたれていた。
ブラバムとは複数年契約だったが、8月になると提携が解消されるのではないかという報道が多数されるようになっており、ベルギーGP終了後の8月30日にヤマハからブラバムへのエンジン供給は今季限りで終了すると正式に発表された。この中で「友好的な分離独立であり、今年の残された5戦も共に戦い、完全に全うしたい」とヤマハは表明。翌シーズンの動向はまだ発表されなかったが、1992年からのF1参戦を表明しロリー・バーンがマシン設計をしていたレイナードがヤマハを載せるのではないかと盛んに報じられた時期もあった。イタリアGP終了後の9月17日、ヤマハからジョーダン・グランプリと1992年から1995年までの4年間エンジンを供給すると発表され、シーズン最終戦の直後すぐにテストマシン191Yを走らせる予定だと表明された。

### 評価
1991年のOX99をマーク・ブランデルは、「ヤマハエンジンは開幕前のテストからずいぶんと進化した。いつかF1のトップエンジンになれるポテンシャルがある。ルノーRS1エンジンの初期からテストしてた僕が言うのだから間違いないよ。ヤマハとブラバムの関係が成熟していく様子を見ることが出来て、F1初年度の僕にはとても有意義だった。最初はお互いちっとも理解し合ってない危険な状況に思えたんだ。五里霧中でやっている気がした。でもだんだんと良くなっていった。開発し続けられる資金さえ見つかれば正しい方向に行くチームだと確信していたんだけどね。でもF1は想像以上に難しい世界だから、様々なことが僕の周りで進行していたよ。」とシーズンを述べている。
チームリーダーでもあったマーティン・ブランドルは「'91シーズンは全く新しいV12エンジンを開発しながらグランプリレースを転戦するという大変な年で、終わってみれば当初考えていたよりも結果は良くならなかった。OX99は正直に言うとはじめピークパワーが足りず、ちょっと重く、燃費も良くなかった。そこから開発を繰り返して、高回転型のスペックではかなりパワーアップを達成していた。その反面、一部のコンロッドやピストン部品のサイクルが短くなって、想定通りのパーツ寿命が保てなくなった。ヤマハだけでなく、どのメーカーもこうして学習していくんだ。そしてパワーを高めたまま信頼性もあるエンジンに熟成していくことが出来るんだ。ヤマハには多くのプレッシャーがかかっている。でもやれると思うよ。」と評価し、「終盤にはマシンとエンジンがマッチングしたコンペティティブな状況になって鈴鹿で5位に入ることができた。もっと早くそうなればよかったが、今年はルノーもホンダもフォードもエンジン開発スピードが早く、大変な年になった。」「一歩一歩進めるというのがヤマハの考え方だ。時にはイライラしてしまうこともあったが、僕もマークも結果は出始めた。それがヤマハ、そして日本人の哲学なのだと学んだ。これを継続すれば相当力を付けたエンジンになるだろう。」と1991年のヤマハ・OX99を総括している。

## 1992年シーズン
前年躍進した新興チームのジョーダンは、ヤマハと組んで挑む2シーズン目のF1に向けて前年活躍した191を発展させた192を製作。7速シーケンシャルシフトが新技術として搭載され、OX99のV12エンジンパワーを得て更なる躍進をするかとファン・関係者の注目を集めていたが、開幕戦南アフリカGPからステファノ・モデナが予選通過に失敗するなどマシンの重量バランスの問題とオーバーヒートの問題が露呈した。第2戦ブラジルでは母国GPであるマウリシオ・グージェルミンが予選8位に入る素晴らしいタイムアタックを成功させたが、これがシーズンを通しての予選最高成績となり、ジョーダン・ヤマハは予選・決勝とも下位に沈み続け完走できるレースも少なかった。リタイヤ原因はV12エンジンのパワーに耐えられなかったトランスミッションやドライブシャフトのトラブルが多かったが、限界性能の低いマシンでドライバーのスピンも多くなった。
192を設計したゲイリー・アンダーソンは、「フロントのダウンフォースの量については問題はなかった。しかし、コンパクトなフォードHBエンジンからサイズや重量、発熱量などすべてが大きいV12エンジンに載せ替えた影響は大きく、リヤヘビーとなった対応が後手にまわった。とくにV12エンジンの発する発熱量が想定よりも高温で、マシン設計のためにヤマハから事前に提出されたエンジンの放熱値を元にラジエーター容量や配置を設計したが、実際に走らせると驚くような熱を発生し全くクーリング処理が追い付かなかった。」と述べるなど冷却系統に致命的な問題があり、開幕戦では急遽マシン後部のボディワークに穴を開け、リヤタイヤの前にむき出しでラジエーターを増設するドタバタを演じた。 
あまりの不振にヤマハは、6月にジャッドエンジンの開発者であるジョン・ジャッドにOX99開発の協力を求めた。これは結果的に翌年からヤマハとジャッドによるV10エンジン共同開発（ジャッド・GVエンジンをベースにOX10エンジンを開発）へとつながることになった。
シーズン終盤にはヤマハの要望でインダクションポッドにモデファイを加え、大型化したエアボックスを装着しエアファンネルに送り込む空気量を増やそうと試みた。このためエンジンカウルの形状も変更され大型化した。最終戦オーストラリアGPでようやくポイント獲得を果たすことが出来たが、ヤマハとジョーダンの提携は4年間の予定を早めて解消され、同年限りで終了となった。

## スペック
- 全長×全幅×全高：725mm × 540mm × 504mm[17]
- シリンダーレイアウト：70度V型12気筒
- 排気量：3,498 cc
- 出力：600馬力以上
- 重量：140kg
- バルブ機構：DOHC ダイレクトリフター方式
- バルブ環境：5バルブ（吸気3バルブ・排気2バルブ）/1気筒、カム・ギヤ駆動60バルブ
- 燃料供給方式：ボッシュシステム
- 点火装置：ボッシュシステム
- 燃料・潤滑油：1991年 BP / 1992年 サソル
- スパークプラグ：NGK

## 成績
- 予選最高成績10位・決勝最高成績5位  （1991年, ブラバム・BT59Y / BT60Yに搭載） コンストラクターズランキング10位
- 予選最高成績8位・決勝最高成績6位 （1992年, ジョーダン・192に搭載） コンストラクターズランキング11位

## スーパーカー構想
1994年にハンドメイドでの発売を予定してOX99エンジンを搭載したスーパーカー「ヤマハ・OX99-11」が設計された。デザイナーは由良拓也。しかし世界的な景気の停滞のため計画は断念された。